# Giro di Lombardia 2006
Il Giro di Lombardia 2006, centesima edizione della "classica delle foglie morte", si disputò il 14 ottobre 2006 per un percorso di 245 km. Fu vinto da Paolo Bettini, che concluse la corsa in 6h08'06".

## Squadre e corridori partecipanti
| N.      | Cod. | Squadra                        |
| ------- | ---- | ------------------------------ |
| 1-8     | QSI  | Quick Step-Innergetic          |
| 11-18   | ASA  | Acqua & Sapone                 |
| 21-28   | A2R  | AG2R Prévoyance                |
| 31-38   | LSW  | Astana                         |
| 41-48   | BAR  | Barloworld                     |
| 51-58   | BTL  | Bouygues Télécom               |
| 61-68   | CEI  | Caisse d'Epargne-Illes Balears |
| 71-78   | PAN  | Ceramiche Panaria-Navigare     |
| 81-88   | COF  | Cofidis                        |
| 91-98   | C.A  | Crédit Agricole                |
| 101-108 | DVL  | Davitamon-Lotto                |
| 111-118 | DSC  | Discovery Channel              |
| 121-128 | EUS  | Euskaltel-Euskadi              |

| N.      | Cod. | Squadra                            |
| ------- | ---- | ---------------------------------- |
| 131-138 | FDJ  | Française des Jeux                 |
| 141-148 | GST  | Gerolsteiner                       |
| 151-158 | LAM  | Lampre-Fondital                    |
| 161-168 | LIQ  | Liquigas                           |
| 171-178 | PHO  | Phonak Hearing Systems             |
| 181-188 | RAB  | Rabobank                           |
| 191-198 | SDV  | Saunier Duval-Prodir               |
| 201-208 | CLM  | Selle Italia-Serram. Diquigiovanni |
| 211-218 | CSC  | Team CSC                           |
| 221-228 | LPR  | Team LPR                           |
| 231-238 | MRM  | Team Milram                        |
| 241-248 | TMO  | T-Mobile Team                      |

## Ordine d'arrivo (Top 10)
| Pos. | Corridore       | Squadra      | Tempo    |
| ---- | --------------- | ------------ | -------- |
| 1    | Paolo Bettini   | Quick Step   | 6h08'06" |
| 2    | Samuel Sánchez  | Euskaltel    | a 8"     |
| 3    | Fabian Wegmann  | Gerolsteiner | s.t.     |
| 4    | Cristian Moreni | Cofidis      | a 14"    |
| 5    | Davide Rebellin | Gerolsteiner | a 46"    |
| 6    | Matteo Carrara  | Lampre       | s.t.     |
| 7    | Fränk Schleck   | Team CSC     | s.t.     |
| 8    | Michael Boogerd | Rabobank     | s.t.     |
| 9    | Danilo Di Luca  | Liquigas     | a 2'32"  |
| 10   | Andrea Pagoto   | Cer. Panaria | a 3'53"  |